# Supercopa Sudamericana 1995
VIII Supercopa Sudamericana 1995

## 1/8 finału (13.09–18.10)
Club Olimpia –  Boca Juniors 1:1(1:0)
1:0 Monzón 35, 1:1 Fabbri 77
 São Paulo –  Boca Juniors 1:0(0:0)
1:0 Ciao 58
 Boca Juniors –  Club Olimpia 1:2(1:0)
1:0 Pico 17, 1:1 Vidal Sanabria 79, 1:2 G. González 82
 Club Olimpia –  São Paulo 1:2

 Boca Juniors –  São Paulo 2:3(1:0)
1:0 Márcico 45, 1:1 Amarildo 57, 1:2 Amarildo 64, 2:2 Pico 70, 2:3 Ciao 85
 São Paulo –  Club Olimpia 0:3
| Klub         | Mecze | Zw | Rem | Por | Pkt | BrZd | BrStr |
| ------------ | ----- | -- | --- | --- | --- | ---- | ----- |
| São Paulo    | 4     | 3  | 0   | 1   | 9   | 6    | 6     |
| Club Olimpia | 4     | 2  | 1   | 1   | 7   | 7    | 4     |
| Boca Juniors | 4     | 0  | 1   | 3   | 1   | 4    | 7     |

 Independiente –  Santos FC 1:1 i 2:2, karne 3:2

 Argentinos Juniors –  Atlético Nacional 1:3 i 1:2

 Grêmio –  Racing Club Club 3:1 i 3:3

 Peñarol –  River Plate 2:3 i 3:2, karne 6:7

 Cruzeiro EC –  CSD Colo-Colo 1:0 i 0:0

 Vélez Sarsfield –  CR Flamengo 2:3 i 0:3

 Club Nacional de Football –  Estudiantes La Plata 4:0 i 2:2

## 1/4 finału (24.10–2.11)
Atlético Nacional –  Independiente 1:0 i 0:2

 Grêmio –  River Plate 2:1 i 2:3, karne 2:4

 Cruzeiro EC –  São Paulo 0:1 i 1:0, karne 4:2

 Club Nacional de Football –  CR Flamengo 0:1 i 0:1

## 1/2 finału (15.11i23.11)
Independiente –  River Plate 2:2 i 0:0, karne 4:1

 Cruzeiro EC –  CR Flamengo 0:1 i 1:3

## FINAŁ
Independiente –  CR Flamengo 2:0 i 0:1
29 listopada 1995 Avellaneda? (?)

 Independiente –  CR Flamengo 2:0(1:0)

Sędzia: Salvator Imperatore (Chile)

Bramki: 1:0 Manzoni 38, 2:0 Domizzi 72

Independiente: Mondragon – Clausen, Rotchen, Bustos, Domizzi, Cagna (79 Acuna), Serrizuela, Molina, G.Lopez, Alvez (63 Burruchaga), Mazzoni

CR Flamengo: Paulo Cesar – Fabiano, Claudio, Ronaldao, Lira, Djair, Marcio Costas, Marquinhos, Nelio (77 Uesley), Romario, Savio (77 Pingo)
6 grudnia 1995 Rio de Janeiro? (105000)

 CR Flamengo –  Independiente1:0(0:0)

Sędzia: Epifano Gonzales (Urugwaj)

Bramki: 1:0 Romario 62

Czerwone kartki: Nelio 63 / Domizzi 63

CR Flamengo:Paulo Cesar – Nelio, Claudio (46 Aloisio), Ronaldao, Lira, Marcio Costa, Marquinhos, Djair, Rodrigo (76 Uesley), Savio, Romario

Independiente: Mondragon – Clausen, Rotchen, Bustos, Domizzi, Molina, Serrizuela, Cagna, G. Lopez (82 Burruchaga), Alvez (65 Kobisty), Mazzoni

## Klasyfikacja strzelców bramek
| Gole | Piłkarz          | Klub        |
| ---- | ---------------- | ----------- |
| 7    | Enzo Francescoli | River Plate |